# Minato (Tokio)

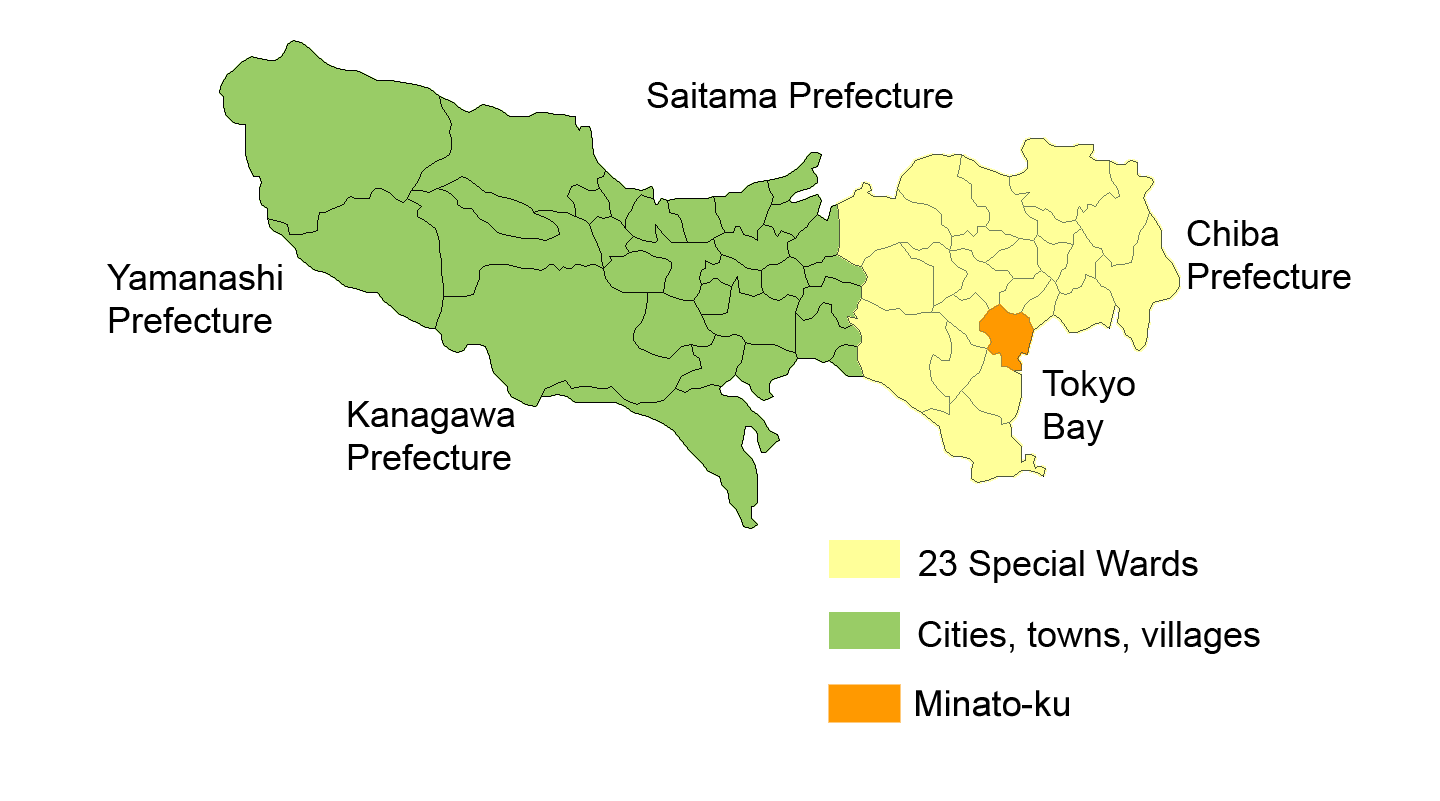
Poloha Minato na mapě Tokia

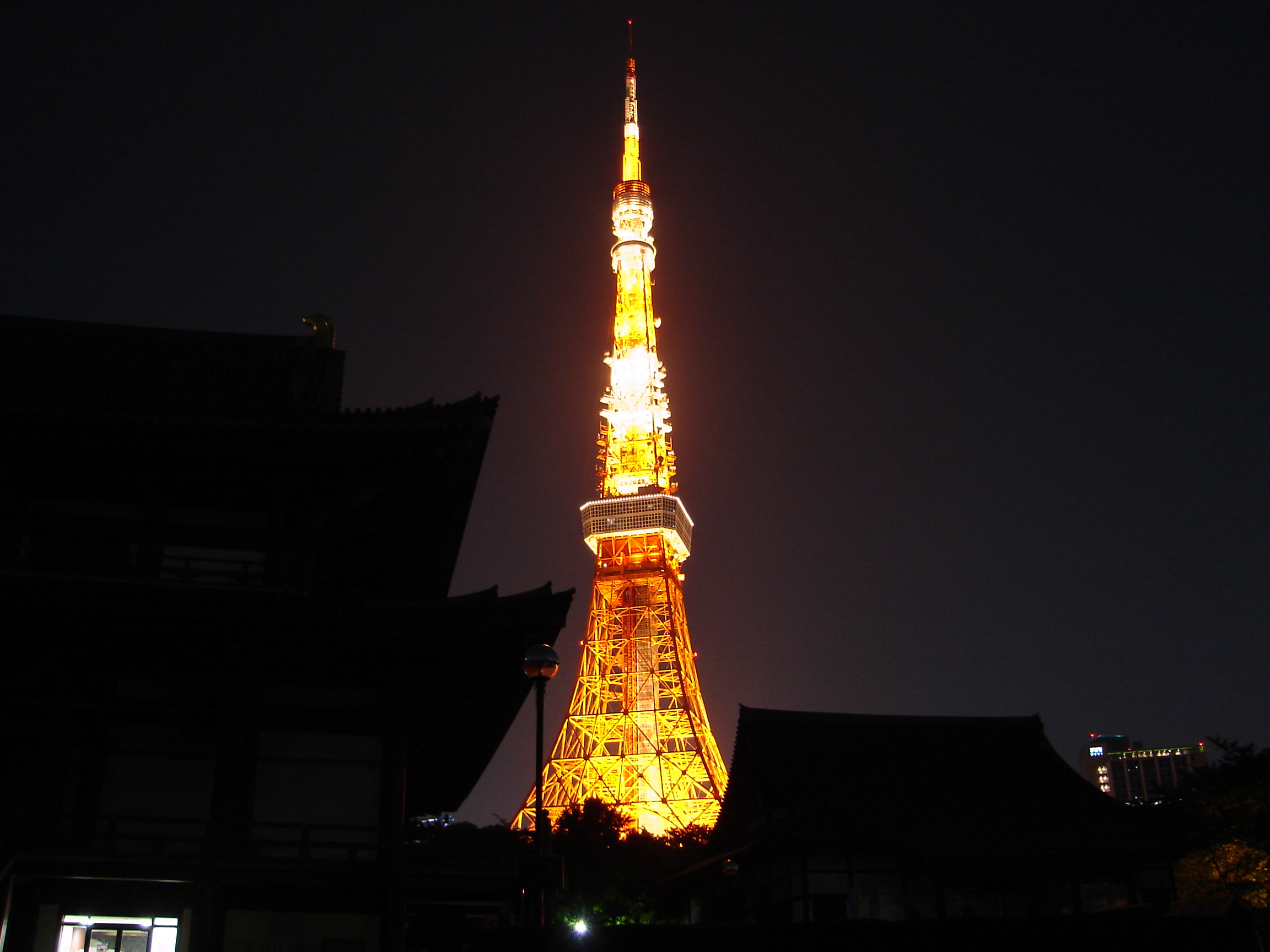
Tokyo Tower a Zódžó-dži v noci

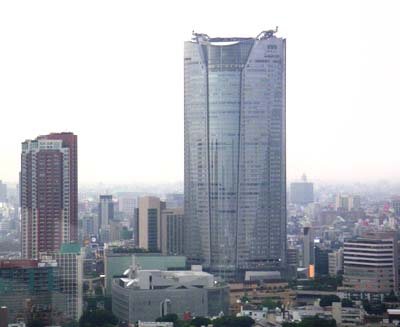
Roppongi Hills

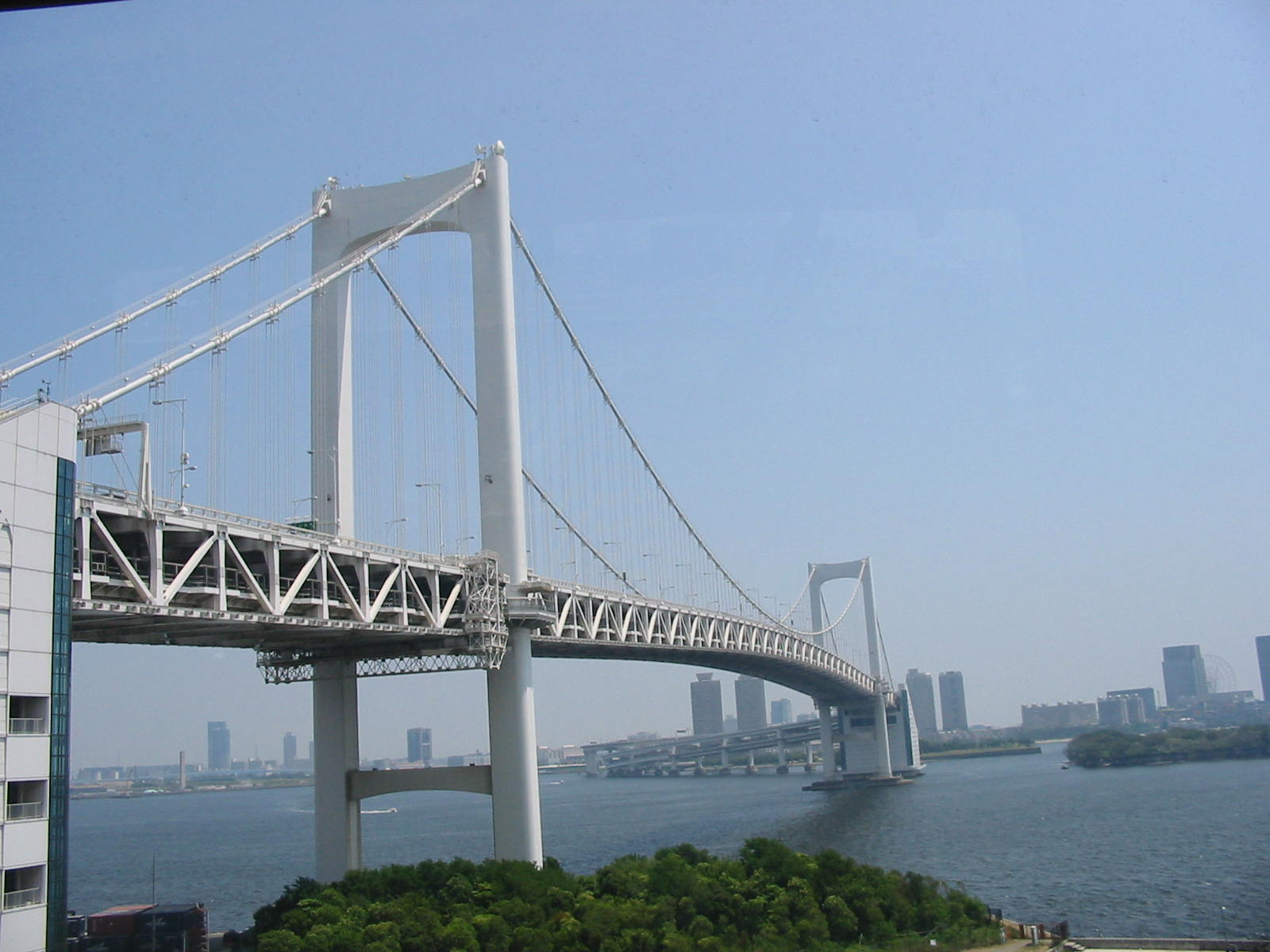
Duhový most spojující centrum Tokia s Odaibou

Minato (japonsky 港区, Minato-ku) je jednou z 23 (speciálních) čtvrtí města Tokio v Japonsku. V Minatu žije přibližně 260 tisíc obyvatel. Jeho celková rozloha činí 20,34 km².
Na území Minata se nachází 49 ambasád. Sídlí zde i mnoho významných společností, např. Animax, Dentsu, Fuji Xerox, Mitsubishi Heavy Industries, Ltd. a Mitsubishi Motors Corporation, Morinaga & Co., Ltd. a Morinaga Milk Industry Co,. Ltd., NEC Corporation, Nippon Television, Sony a Toshiba.

## Geografie
Minato se nachází jihozápadně od Císařského paláce a sousedí s čtvrtěmi Čijoda, Čúó, Kótó (v Odaibě), Šinagawa, Šibuja a Šindžuku.

## Historie
Minato vzniklo 15. března 1947 spojením čtvrtí Akasaka, Azabu a Šiba.

## Pamětihodnosti
- Svatyně Atago – vybudována na nejvyšším bodě 23 čtvrtí Tokia
- Odaiba – jedna z nejpopulárnějších zábavních oblastí v Tokiu postavená na umělém ostrově v Tokijském zálivu
- Roppongi – tokijský okrsek s bohatým nočním životem, nachází se zde komplex Roppongi Hills
- Park Šiba – nachází se zde chrám Zódžódži. Nedaleko stojí Tokyo Tower.